# Echinopedina
Echinopedina is een geslacht van uitgestorven zee-egels uit de familie Pedinidae.

## Soorten
- Echinopedina gacheti (Desmoulins, 1837) † Midden-Eoceen, Frankrijk.
- Echinopedina biarritzensis (Cotteau, 1893) † Laat-Eoceen, Frankrijk.
- Echinopedina granulosa (Lambert, 1902) † Eoceen, Spanje.
- Echinopedina libyca (de Loriol, 1881) † Eoceen, Libië.